# Université Rider
L'université Rider (Rider University) est située dans la ville de Lawrenceville, et à Princeton dans l'État du New Jersey, aux États-Unis.
Elle a été fondée en 1865 sous le nom Trenton Business College. Renommée Rider Business College en 1896 en hommage à son premier président, elle prend le nom Rider College en 1920 et enfin Rider University en 1994.
Privée, de type très réputé et sélective, l'université de Rider propose des Bachelor's degrees à concentrations diverses, ainsi que des Master's degrees et enfin un MBA (Master of Business Administration) accrédité de l'Association to Advance Collegiate Schools of Business (AACSB), une association américaine délivrant une accréditation reconnue dans le monde entier aux meilleures universités et écoles de commerce. Au mois d'avril 2009, elles sont 567 à bénéficier de ce label. Le Westminster Choir College est rattaché a l'université de Rider. Cette dernière maintient aussi des liens étroits avec l'université de Princeton.

## Personnalités liées

### Professeurs
- Dalton Baldwin
- Marguerite Frank

### Anciens élèves notables
- Jason Thompson, un joueur de basket-ball professionnel américain évoluant au poste d'ailier fort au club NBA des Sacramento Kings, était un élève-athlète à Rider de 2004 à 2008.
- Joyce Weisbecker, développeuse de jeux vidéo.